# Soya Takada
Soya Takada (髙田 颯也 Takada Soya?), född 15 augusti 2001 i Saitama prefektur, är en japansk fotbollsspelare.
Takada började sin karriär 2020 i Omiya Ardija.